# Frielingen (Garbsen)
Frielingen ist ein Stadtteil der Stadt Garbsen in Niedersachsen.

## Geografie
Frielingen ist der am nordwestlichsten gelegene Stadtteil in Garbsen und grenzt im Osten an Osterwald, im Süden an Horst sowie Schloß Ricklingen, im Westen an Bordenau und im Norden an Neustadt am Rübenberge und dessen Stadtteil Otternhagen.

## Geschichte
Eingemeindungen
Am 1. März 1974 wurde Frielingen in die Stadt Garbsen eingegliedert.
Im Jahr 2018 erfolgte die Erschließung des letzten Neubaugebietes in Frielingen. Aufgrund der Nähe zum Flughafen und der Belastung durch Fluglärm darf das Dorf nicht mehr weiter wachsen.

## Politik

### Ortsrat
Der Ortsrat von Horst, der für die Dörfer Horst, Frielingen, Meyenfeld und Schloß Ricklingen zuständig ist, setzt sich aus drei Ratsfrauen und sechs Ratsherren zusammen. Die CDU hat mit der FDP eine Gruppe gebildet.
Sitzverteilung
- SPD: 3 Sitze
- Gruppe CDU: 2 Sitze / FDP-Gruppe: – Sitze
- AfD: 1 Sitz
- Grüne: 1 Sitz
- Die Unabhängigen: 1 Sitz
- Fraktionslos: 1 Sitz

(Stand: Kommunalwahl 11. September 2016)

### Ortsbürgermeister
Der Ortsbürgermeister ist Peter Hahne (CDU/FDP-Gruppe). Seine Stellvertreterin ist Angela Thimian-Milz (Die Unabhängigen).

## Kultur und Sehenswürdigkeiten
Baudenkmale
- Siehe: Liste der Baudenkmale in Frielingen

## Wirtschaft und Infrastruktur
Der durch Landwirtschaft geprägte Ort hat direkten Anschluss zur Bundesstraße 6. An der Hauptstraße befinden sich einige Geschäfte, die den Bewohnern eine Auswahl der wichtigsten Waren anbieten.
Im alten Ortskern findet man noch alte Höfe und Weideflächen. Neben überwiegender Bebauung mit Einfamilienhäusern finden sich auch einige Mehrfamilienhäuser.
Die umgebende Landschaft wird von Wald, Wiesen und Äckern geprägt und ist deshalb beliebtes Naherholungsgebiet.